# Legión Islámica
La Legión Islámica o Legión Verde es una unidad militar de voluntarios extranjeros creada por el general libio Ali Charif al Rifi en 1972 en Libia, y formada principalmente por jóvenes tuaregs de Malí y Níger que huían a causa de las sequías que azotaban la región desde 1968.
Junto a la preparación militar sufrieron una fuerte ideologización que tenía como objetivo minar los lazos tribales para enfrentarlos a los gobiernos de la zona que mantenían a los tuaregs en exclusión.
Los combatientes tuaregs fueron enviados a luchar al Líbano (1981–82) y al Chad (1986–87).

### Participación en las rebeliones tuareg
Tras su disolución fruto de las derrotas en 1987 en el conflicto libio-chadiano, muchos de ellos regresaron a sus países de origen y jugaron un rol importante en las rebeliones tuareg de los años 90 apoyadas mediante el aporte de armas y suministros a los rebeldes y la actuación de Gadafi como mediador en las conferencias de paz. El antiguo combatiente de la Legión Islámica Iyad Ag Ghaly aprovechó su experiencia para fundar en Malí el grupo secesionista tuareg MNLA. 

### Participación en la guerra de Libia
Otro grupo significativo de tuareg más tarde regresó a Libia. A partir de 2004 y 2008 tras los levantamientos tuareg Gadafi cambia su relación con ellos e invita a todo refugiado tuareg a ir Libia prometiéndoles la nacionalidad a cambio de que lucharan contra el terrorismo que había germinado tras los atentados del 11 de septiembre en Nueva York.
Al estallar la guerra de 2011 contra Gadafi la mayoría de las tribus tuareg fueron leales y combatieron a los rebeldes en Misrata. A través de un acuerdo con el "Gobierno de Misrata" en 2017 los grupos armados tuareg se fortificaron en la región de Ghat logrando una especie de "semi-autonomía".